# Franz Kromka
Franz Kromka (* 7. August 1944 in Mariahof) ist ein aus Österreich stammender und in Deutschland eingebürgerter Soziologe.

## Leben
Kromka studierte Agrarwissenschaften und Soziologie in Wien. Nach der Promotion zum Dr. rer. soc. 1975 an der Universität Hohenheim und der Habilitation zum Dr. agr. habil.
An der TU München 1984 wurde er 1986 Privatdozent und erhielt 1988 eine Professur für Soziologie an der Universität Hohenheim in Stuttgart.
Er steht in der Tradition der schottischen Moralphilosophie und ist unter anderem Mitglied der Friedrich A. von Hayek-Gesellschaft.

## Schriften (Auswahl)
- Soziokulturelle Integration und Machtverhältnisse in Dörfern. Bonn, 1975, ISBN 3-88488-235-X
- Sozialwissenschaftliche Methodologie. Eine kritisch-rationale Einführung. Paderborn, 1984, ISBN 3-506-99377-1
- mit Walter Kreul: Unternehmen Entwicklungshilfe. Samariterdienst oder die Verwaltung des Elends?. Zürich, 1993, ISBN 3-7201-5235-9.
- Vitalreserven der Marktwirtschaft. Zürich, 1995, ISBN 3-7201-5265-0.
- Mensch und Tier. Bergisch Gladbach, 2000, ISBN 3-404-93036-3.
- Markt und Moral. Neuentdeckung der Gründerväter. Grevenbroich, 2008, ISBN 978-3-939562-14-6.